# Mallothrips giliomeei
Mallothrips giliomeei es una especie de insecto del género Mallothrips, familia Phlaeothripidae. Fue descrita por Zur Strassen en 1991. Se encuentra en Sudáfrica.